# Walter Evans Edge
Walter Evans Edge, född 20 november 1873 i Philadelphia, Pennsylvania, död 29 oktober 1956 i New York, New York, var en amerikansk republikansk politiker, diplomat och publicist. Han var guvernör i New Jersey 1917-1919 och 1944-1947. Han representerade New Jersey i USA:s senat 1919-1929 och var sedan USA:s ambassadör i Paris 1929-1933.
Modern Mary avled när Walter var två år gammal. Fadern William gifte om sig och Walter Evans Edge flyttade med sin far till New Jersey när han var fyra år gammal.
Edge gjorde en framgångsrik karriär som publicist i Atlantic City. Han grundade 1895 tidningen Atlantic City Daily Press (numera The Press of Atlantic City). Han köpte 1905 den lokala konkurrenten Evening Union och sålde till sist 1919 båda tidningarna.
Edge gifte sig 1907 med Lady Lee Phillips. Hustrun Lady Lee avled 1915. Han gifte om sig 1922 med Camilla Loyall Ashe Sewall, sondotter till Arthur Sewall som hade varit demokraternas vicepresidentkandidat i presidentvalet i USA 1896.
Edge deltog i spansk-amerikanska kriget. Han var 1911-1914 ledamot av delstatens senat. Han efterträdde 1917 James Fairman Fielder som guvernör i New Jersey. Han avgick 1919 som guvernör för att efterträda David Baird som senator för New Jersey. Han omvaldes 1924 till en andra mandatperiod som senator. USA:s president Herbert Hoover utnämnde 1929 Edge till ambassadör i Frankrike. Han efterträddes 1933 som ambassadör av Jesse I. Strauss.
Edge efterträdde 1944 Thomas Edisons son Charles Edison som guvernör i New Jersey. På det sättet var han guvernör under både första och andra världskriget. Han efterträddes 1947 som guvernör av Alfred E. Driscoll.
Edges grav finns på Northwood Cemetery i Downingtown i Chester County, Pennsylvania.